# توماس إتش ستيفنز جونيور
توماس إتش ستيفنز جونيور (بالإنجليزية: Thomas H. Stevens, Jr.)‏ هو ضابط أمريكي، ولد في 27 مايو 1819 في ميدلتاون في الولايات المتحدة، وتوفي في 13 مايو 1896 في روكفيل في الولايات المتحدة.